# Stacey Borgman
Stacey Borgman (Homer, 23 de abril de 1975) es una deportista estadounidense que compitió en remo.
Ganó dos medallas de plata en el Campeonato Mundial de Remo, en los años 2000 y 2001. Participó en los Juegos Olímpicos de Atenas 2004, ocupando el séptimo lugar en la prueba de doble scull ligero.

## Palmarés internacional
| Campeonato Mundial | Campeonato Mundial | Campeonato Mundial | Campeonato Mundial     |
| Año                | Lugar              | Medalla            | Prueba                 |
| ------------------ | ------------------ | ------------------ | ---------------------- |
| 2000               | Zagreb (Croacia)   | Medalla de plata   | Dos sin timonel ligero |
| 2001               | Lucerna (Suiza)    | Medalla de plata   | Cuatro scull ligero    |